# Trionymus artemisiarum
Trionymus artemisiarum är en insektsart som först beskrevs av Borchsenius 1949.  Trionymus artemisiarum ingår i släktet Trionymus och familjen ullsköldlöss. Inga underarter finns listade i Catalogue of Life.